# Denise Speelman
Denise Speelman (3 september 1997) is een Nederlands model en schoonheidskoningin die werd gekroond tot Miss Nederland 2020. Ze volgde hiermee de vorige miss Sharon Pieksma op.

## Biografie
Speelman werd in 2014 Miss Noord Nederland. Zij verhuisde naar Amsterdam, waar zij een stylingbedrijf begon. In 2020 was zij namens de provincie Noord-Holland de vertegenwoordiger in de verkiezing voor Miss Nederland 2020, waar ze op 31 augustus 2020 werd gekroond tot Miss Nederland 2020.
Speelman vertegenwoordigde Nederland op de Miss Universe 2020-verkiezing.